# Skibet er ladet med -
Skibet er ladet med - er en spillefilm fra 1960 instrueret af Peer Guldbrandsen, der også skrev filmens manuskript.

## Handling
Skibet er ladet med fire vrede, unge mænd, en original skipper, en fotomodel, en radiostation, et piratflag og diverse musikinstrumenter. Og skibet ligger til ankers på internationalt farvand og kan hverken sejle frem eller tilbage. Til gengæld kan det udsende radioreklamer, og det gør det. Men hvis nogen af den grund skulle fristes til at tro, at filmens handling skulle være inspireret af det gode radio-reklameskib "Merkur", så er De helt på vildspor. Skibet i filmen hedder nemlig "Jupiter".

## Medvirkende (udvalg)
- Kjeld Petersen
- Jørgen Reenberg
- Frits Helmuth
- Louis Miehe-Renard
- Mimi Heinrich
- Dirch Passer
- Preben Lerdorff Rye
- Gerda Madsen
- Mogens Brandt
- Aage Winther-Jørgensen
- Else Jarlbak
- Elith Foss
- Svend Bille
- Knud Rex
- Povl Wöldike
- Bjørn Puggaard-Müller